# Nubuk

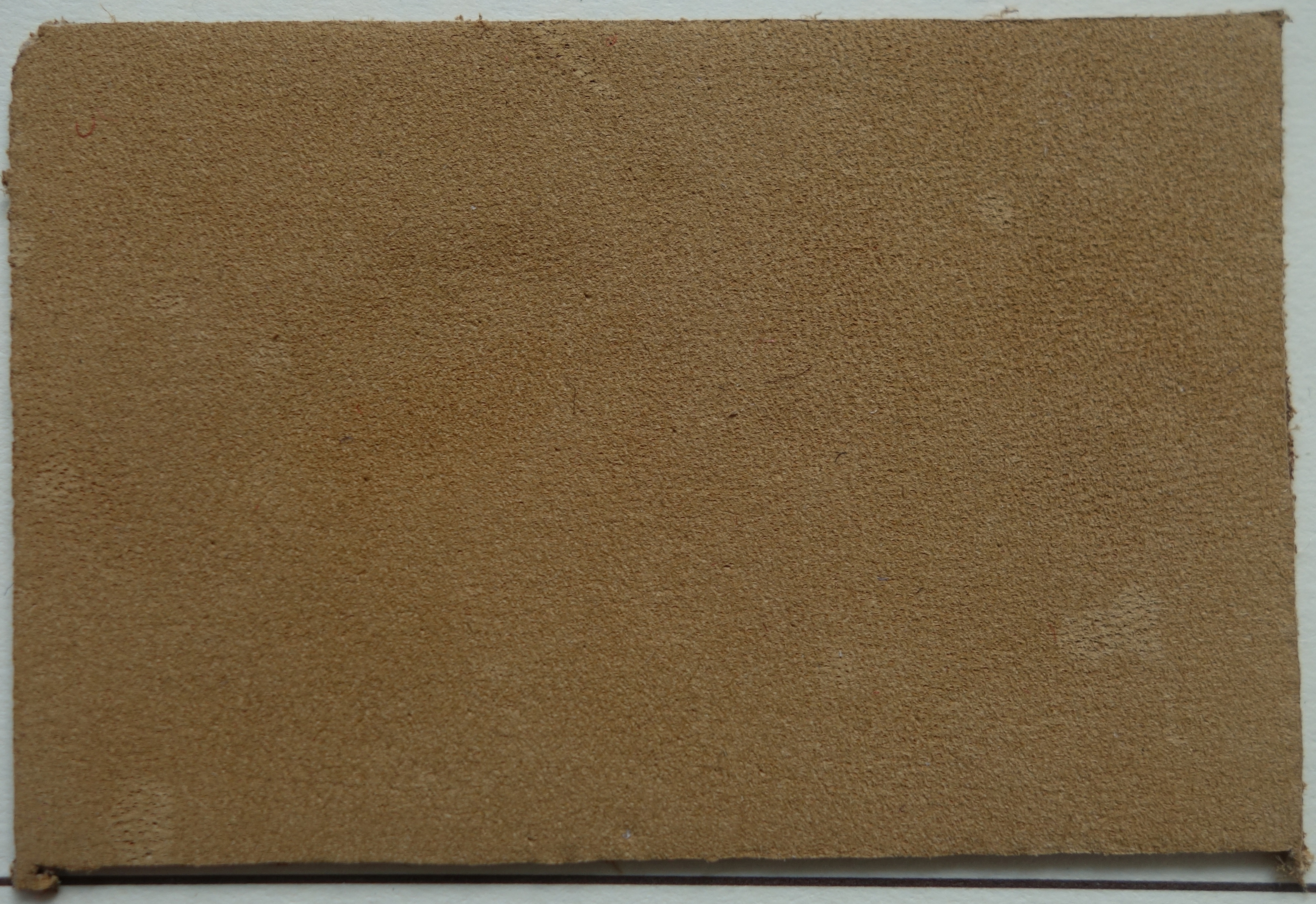
Nubukleder

Nubuk bezeichnet eine Zurichtungsart für feinste Leichtleder. Es ist entsprechend auch die Bezeichnung für ein feines Rauleder, das auf der Narbenseite (der dem Fleisch abgewandten Oberseite der Haut) leicht angeschliffen ist und dadurch einen samtartigen Charakter erhält. Die Optik ähnelt dem Elchleder, nur dass Nubuk nicht mit Schäden wie bei Leder von wildlebenden Tieren behaftet ist. Der leichte Anschliff mit kürzestem Schliff ist nicht faserig. Für hochwertiges Nubukleder werden feine Kalbs- oder Rindshäute  verwendet. Auch Schaf- und Schweinsleder kann auf Nubuk zugerichtet werden. Einsatz findet es unter anderem bei Polstermöbeln, Handtaschen, Bekleidung, Schuhen, Handschuhen und als Autoleder. Nubuk bleibt nach dem Einwachsen sehr lange wasserfest.
Eine beim Tragen auftretende Verspeckung kann gut nachgeraut werden. Indem man das Leder ohne weitere Behandlung nur anschleift, wird der Eindruck bereits benutzten Leders angestrebt („Used-Look“).
Im Gegensatz zum Nubukleder wird beim Veloursleder die Fleischseite angeschliffen.

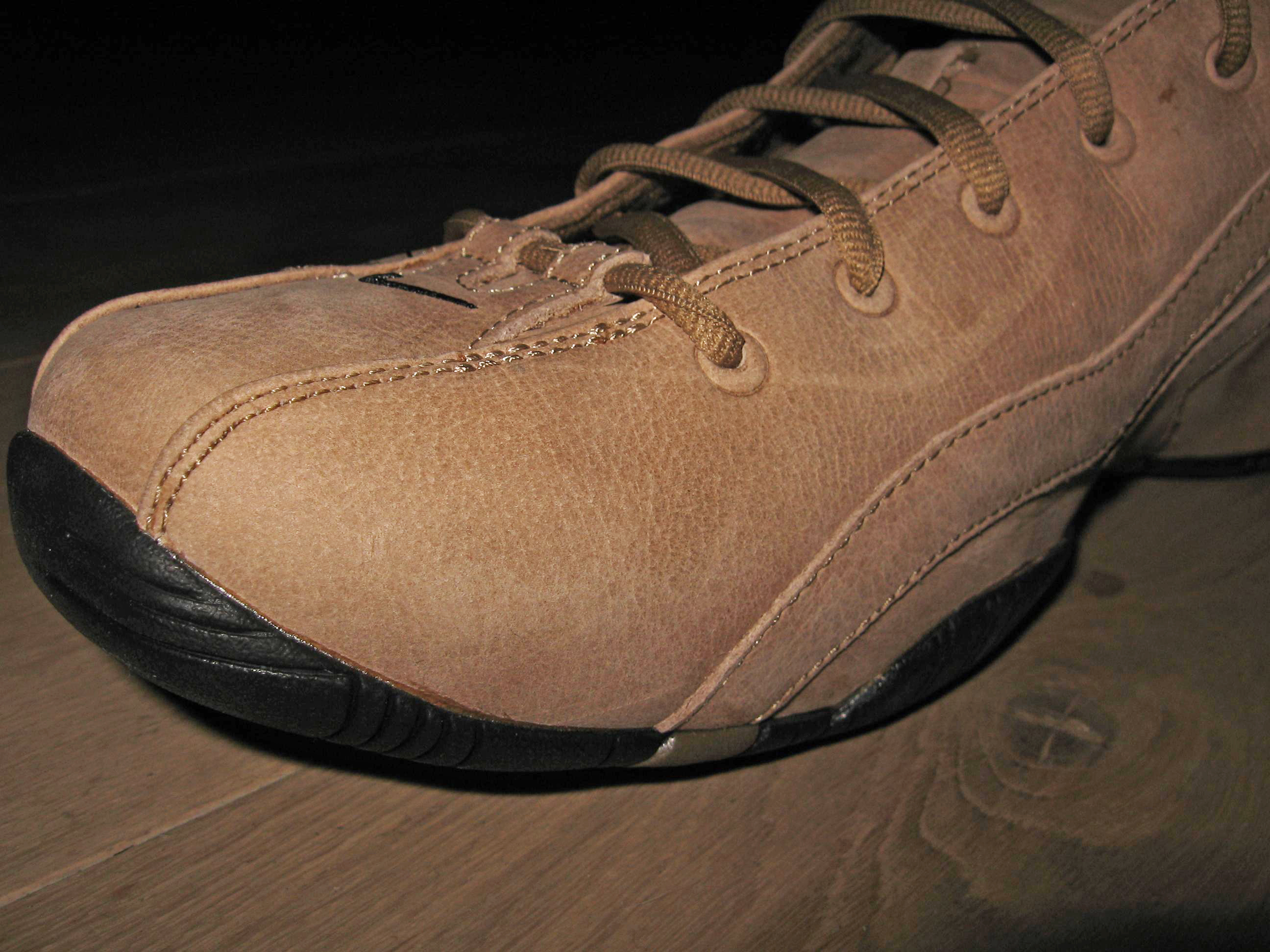
Schuh aus Nubuk

## Etymologie
Der englische Begriff Buckskin bezeichnet ein speziell behandeltes Wildleder, das durch einen chemischen Prozess (englisch bucking) weich gemacht wurde, daneben ein kräftig gewalktes Streichgarngewebe. Möglicherweise stammt diese Bezeichnung ihrerseits vom „Bocksleder“ (engl. buck) ab. Entsprechend wird daraus hergestellte Kleidung als Buckskins bezeichnet. Vermutlich wurde das „neue“ Verfahren des narbenseitigen Anschleifens aus Werbegründen als „New Buck“ bezeichnet, was dann zu Nubuck beziehungsweise dt. Nubuk wurde.